# Anton Stermsek
Anton Stermsek (* 26. Juni 1911; † 3. September 2006 in Essen) war ein deutscher Fußballspieler. Der Offensivspieler hat von 1949 bis 1952 in der Fußball-Oberliga West bei Rot-Weiss Essen 60 Ligaspiele mit drei Toren absolviert. Er gehörte im Spieljahr 1951/52 dem Meisterteam von RW Essen in der damals erstklassigen Oberliga West an und kam mit der Elf aus Bergeborbeck auch zu zwei Einsätzen in der Endrunde um die deutsche Fußballmeisterschaft. Vor dem Zweiten Weltkrieg hatte der Halbstürmer im damaligen WM-System bei seinem Heimatverein ETB Schwarz-Weiß Essen dreimal in der Gauliga Niederrhein die Vizemeisterschaft errungen. Im Jahr 1937 gewann er mit der Regionalauswahl des Niederrhein am 27. Februar in Berlin mit einem 2:1-Erfolg gegen die Auswahl von Sachsen den Reichsbundpokal. Der Halblinke von Schwarz-Weiß Essen zeichnete sich dabei als zweifacher Torschütze aus.

## Laufbahn

### Vereine
Stermsek entwickelte sich fußballerisch in der Jugendabteilung von Schwarz-Weiß Essen. Ab dem Spieljahr 1932/33 gehörte der Halbstürmer dem Ligateam von ETB an. In den Anfangsjahren der Gauliga Niederrhein kam die Elf vom Grugastadion nicht über Mittelfeldplätze hinaus. In der dritten Saison von Trainer Theodor Lohrmann, 1937/38, erreichten die Mannen um Paul Winkler, Günther Stephan und Willi Multhaup erstmals die Vizemeisterschaft hinter Fortuna Düsseldorf. In der folgenden Runde 1938/39 wurde unter dem Lohrmann-Nachfolger Josef Uridil, dem neuen Torhüter Fritz Buchloh und der neuen Stürmerhoffnung Heinrich Trimhold mit zwei Punkten Rückstand erneut der zweite Platz erreicht. Die dritte Vizemeisterschaft gelang 1939/40. Als 1940/41 die Schwarz-Weißen auf dem dritten Platz landeten, waren sie von den zwei Essenern Lokalrivalen TuS Helene Altenessen und Rot-Weiss überflügelt worden. Stermsek gehörte in dieser Erfolgszeit immer der Stammbesetzung von ETB an.
Im Tschammerpokal 1940 hatte er sich mit Schwarz-Weiß Essen über Germania 1896 Mudersbach (8:1), Barmbecker SG (10:3) und die SG Eschweiler (5:2) durchgesetzt, ehe er im Viertelfinale am 20. Oktober 1940 mit 1:2 Toren beim späteren Finalisten 1. FC Nürnberg verlor. Beim „Club“ hatte er den ETB in der 30. Minute mit 1:0 in Führung gebracht. In der Torschützenliste der Pokal-Schlussrunden wird Stermsek mit sieben Treffern gemeinsam mit Edmund Conen auf dem dritten Rang aufgeführt. Dabei sind aber eventuelle weitere Treffer in der 1. Schlussrunde beim 8:1-Erfolg gegen Mudersbach nicht berücksichtigt, da die Torschützen dieses Spieles nicht bekannt sind.
Nach Ende des Zweiten Weltkrieges war er sofort wieder für seinen Heimatverein aktiv und belegte im Spieljahr 1948/49 mit ETB in der Landesliga Niederrhein, Gruppe 2, den fünften Rang und damit war die Uhlenkrug-Elf 1949/50 für die zweistaffelige 2. Liga West qualifiziert. 
Mit 38 Jahren schloss sich der langjährige Ex-Gauligaspieler aber zur Saison 1949/50 dem Lokalrivalen Rot-Weiss in der erstklassigen Oberliga West an. Mit dem neu eingeführten Vertragsfußballsystem – höchstens 320 DM waren monatlich erlaubt und eine berufliche Tätigkeit war Voraussetzung zur Spielberechtigung – konnten sich die Spieler einen ordentlichen Zusatzverdienst zum Lebensunterhalt verdienen. Unter Trainer Karl Hohmann und an der Seite von Torjäger Hans Kleina (20 Tore) kam der Routinier in seinem ersten Oberligajahr auf 27 Ligaeinsätze und belegte mit seiner Mannschaft den dritten Rang. Da in der Endrunde 1950 vom Westen vier Mannschaften zugelassen waren, trat Stermsek mit seinem Verein im Mai gegen den 1. FC Kaiserslautern an. Das Spiel endete am 21. Mai in Karlsruhe 2:2-Remis nach Verlängerung. Der Oldie hatte an der Seite von Mittelläufer Heinz Wewers als linker Außenläufer agiert und im Angriff war die Elf von der Essener Hafenstraße mit August Gottschalk, Clemens Wientjes, Fritz Abromeit, Werner Cornelissen und Bernhard Termath angetreten. Das Wiederholungsspiel fand am 29. Mai in Köln vor 45.000 Zuschauern statt; nach einer 2:0-Halbzeitführung setzte sich die Walter-Elf vom Betzenberg in der erneuten Verlängerung mit 3:2 Toren durch. Auch in seiner zweiten Oberligarunde 1950/51 gehörte der Senior mit 28 Einsätzen und drei Toren der RWE-Stammbesetzung an. Die Rot-Weissen belegten den sechsten Rang im Westen.
Als zur Saison 1951/52 mit Helmut Rahn ein weiterer torgefährlicher Stürmer neben August Gottschalk und Bernhard Termath zu RWE gekommen war, feierte Stermsek auf seine alten Tage mit seinen Mannschaftskameraden sogar noch den Gewinn der Meisterschaft in der Oberliga West. In fünf Ligaspielen war er noch zum Einsatz gekommen. Als rechter Außenläufer kam er in der Endrunde in den zwei Spielen gegen den VfB Stuttgart (3:5, 3:2) nochmals zum Einsatz. Beim 3:2-Heimerfolg gegen den späteren deutschen Meister aus Stuttgart am 2. Juni, bildete er zusammen mit Torhüter Heinrich Kwiatkowski, den Verteidigern Werner Göbel und Willi Köchling in der Läuferreihe mit Clemens Wientjes und Heinz Wewers die Defensive der Essener. 
Den letzten Einsatz für Rot-Weiß in der Oberliga West datiert vom 30. November 1952, als der 41-Jährige mit RWE eine 0:1-Niederlage bei STV Horst-Emscher erfahren musste. Nach seiner Spielerkarriere hat er das Traineramt bei der SG Wattenscheid 09 ausgeübt.

### Auswahlberufungen
Der Angreifer hat in der Auswahl vom Niederrhein erstmals am 13. Oktober 1935 ein Wettbewerbsspiel im Reichsbundpokal absolviert. Beim 2:1-Erfolg in Frankfurt am Main gegen den gastgebenden Südwesten lief er auf Halbrechts an der Seite der Stürmerkollegen Paul Winkler, Karl Hohmann, Josef Rasselnberg und Stanislaus Kobierski auf. Seinen größten Erfolg mit der Niederrheinauswahl feierte er im Jahr 1937 mit dem 2:1-Sieg im Reichsbundpokal-Finale gegen das mit Spielern wie Willibald Kreß, Walter Kreisch, Walter Rose, Erwin Helmchen, Willi Munkelt und Willi Kund angetretene Sachsen. Stermsek erzielte beide Treffer für den Niederrhein. Letztmals trat er für seinen Regionalverband am 6. Oktober 1940 bei einer 3:4-Niederlage in Stuttgart gegen Württemberg an. Auf Halblinks erzielte er dabei einen Treffer.